# Gens Sergia

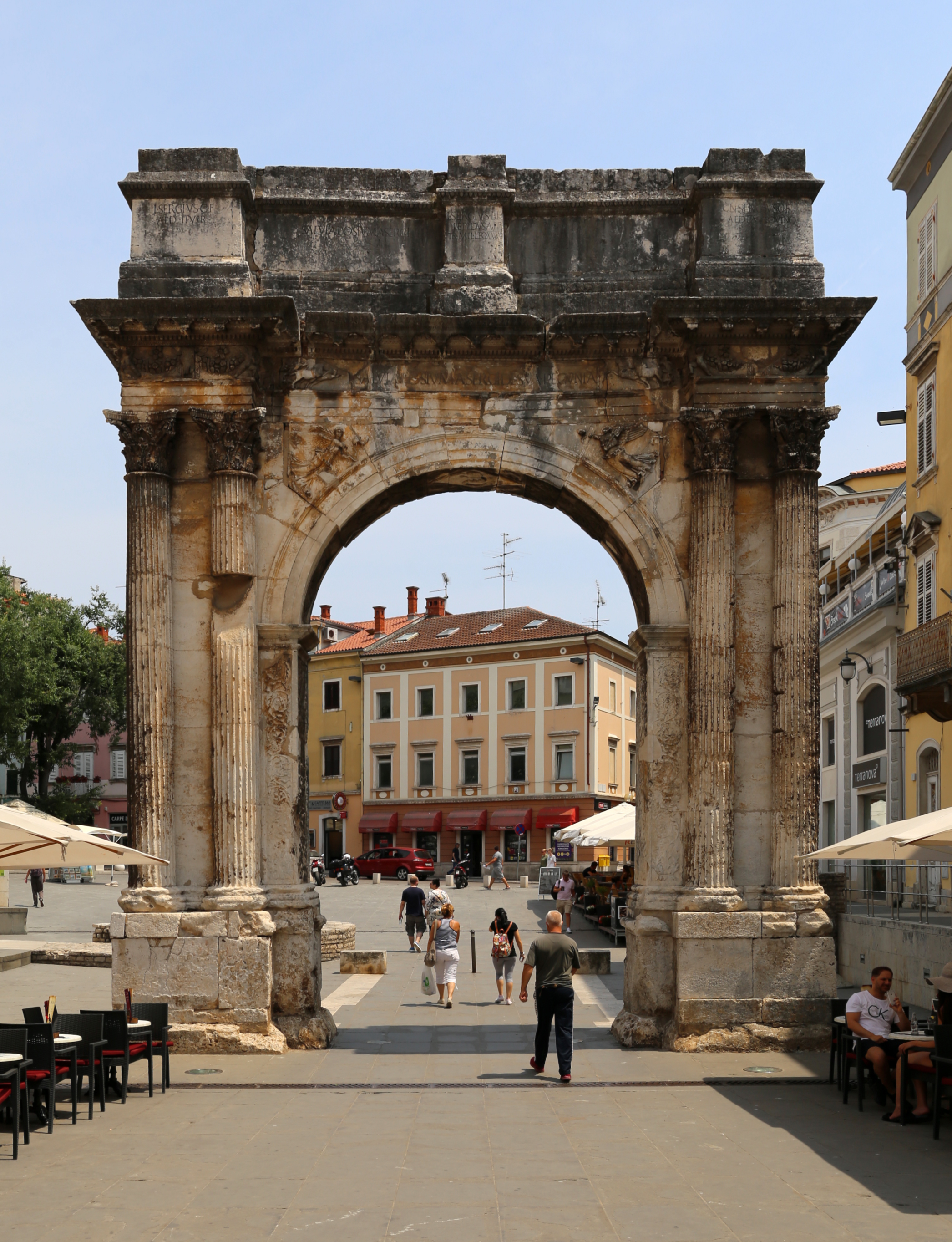
L'Arco dei Sergii di Pola

La gens Sergia (o semplicemente Sergii) fu un'antichissima famiglia patrizia romana di origine albana. Attiva nella vita politica di Roma già all’epoca del decenvirato, l'esponente più noto fu Lucio Sergio Catilina, uomo politico e protagonista dell'omonima congiura raccontata da Sallustio.

## Origine e territorio
La gens Sergia viene annoverata dall'illustre storico tedesco Theodor Mommsen tra le più antiche famiglie romane, facente parte delle cento gentes originarie citate dallo storico Tito Livio, e a capo, sin dall'età arcaica, dell'omonima tribù rustica Sergia, che comprendeva località nel territorio sabino e della Marsica, e centri peligni quali Corfinio e Sulmona, e in Umbria Assisi. 

### Leggenda
Secondo la leggenda, basata su una paretimologia, la gens sarebbe di lontana origine troiana, leggenda menzionata da Virgilio nell'Eneide, in quanto il suo capostipite sarebbe quel Sergesto, fedele compagno di Enea: Sergestusque, domus tenet a quo Sergia nomen (Aen. 5, 121).

## Storia
I Sergii furono protagonisti della storia romana e ricoprirono le più importanti magistrature durante la repubblica, e in particolare ottennero il Consolato per ben 12 volte.
La famiglia si suddivise in diversi rami, tra i quali i Catilina, i Fidenate, i Silo.

## Personaggi illustri
Tra i personaggi più importanti della gens Sergia ricordiamo: 
- Marco Sergio Esquilino, decemviro nel 450 a.C.
- Lucio Sergio Fidenate, console nel 437 a.C., condusse la guerra contro i Fidenati, da cui trasse il cognomen.
- Manio Sergio Fidenate, tribuno consolare nel 404 e 402 a.C. durante l'assedio di Veio.
- Lucio Sergio Fidenate, tribuno consolare nel 397 a.C.
- Gneo Sergio Fidenate Cosso, tribuno consolare nel 387, 385 e 380 a.C.
- Gaio Sergio Plauzio, pretore urbano nel 200 a.C.
- Marco Sergio Silo, bisnonno di Catilina, partecipò alla guerra annibalica coprendosi di gloria, e divenne pretore nel 197 a.C.
- Gaio Sergio Orata, ricco imprenditore e ingegnere.
- Lucio Sergio Q. f. M. n. Catilina, uomo politico, storicamente il più noto membro della Gens Sergia, fu legato di Silla nell'82 a.C.; più volte candidato al consolato, venne sconfitto da Cicerone, e tentò di prendere il potere con una insurrezione armata, la famosa Congiura di Catilina, che venne però sventata; fu infine sconfitto e ucciso a Pistoia in Etruria dal console Antonio nel 62 a.C.
- Sergio Paolo, proconsole a Cipro nel I secolo d.C.